# Declarația privind protejarea femeilor și copiilor în situații de urgență și conflicte armate
Declarația privind protejarea femeilor și copiilor în situații de urgență și conflicte armate a fost adoptată de Adunarea Generală a Organizației Națiunilor Unite în 14 decembrie 1974 și a intrat în vigoare în același an. Ea a fost propusă de Consiliul Economic și Social al Organizației Națiunilor Unite, prin Rezoluția 1861 din 16 mai 1974, fiind justificată de faptul că femeile și copiii sunt adesea victimele războaielor, tulburărilor civile și altor situații de urgență care îi fac să sufere „acte inumane și, în consecință, să sufere daune grave”.

## Prezentare generală
Declarația cuprinde 6 articole și afirmă că femeile și copiii sunt victime ale conflictelor armate din cauza opresiunii, agresiunii, colonialismului, rasismului, dominației străine și subjugării străine. Declarația interzice, în articolul 1, în mod specific atacurile și bombardamentele asupra populațiilor civile și utilizarea armelor chimice și biologice asupra populațiilor civile (articolul 2). Articolul 3 impune statelor să respecte Protocolul de la Geneva din 1925 și Convenția de la Geneva din 1949. Declarația impune țărilor, în articolul 4, să ia măsuri pentru a pune capăt persecuției, torturii, măsurilor punitive, tratamentelor degradante și violenței, în special atunci când acestea sunt îndreptate împotriva femeilor și copiilor, precum și recunoașterea închisorii, torturii, împușcăturilor, arestărilor în masă, pedepselor colective, distrugerii locuințelor și evacuărilor forțate ca acte criminale.
Accesul la hrană, la adăpost și îngrijire medicală care trebuie acordate femeilor și copiilor prinși în situații de urgență sunt consacrate în Declarație, în articolul 5, ca drepturi inalienabile.
În cele din urmă, Declarația citează caracterul obligatoriu al altor instrumente de drept internațional, numind Declarația Universală a Drepturilor Omului, Pactul internațional privind drepturile civile și politice, Pactul internațional privind drepturile economice, sociale și culturale, Declarația drepturilor copilului.